# Juri Wladimirowitsch Duganow
Juri Wladimirowitsch Duganow (russisch Юрий Владимирович Дуганов; * 27. Juli 1921; † 1. August 2012) war ein sowjetischer Gewichtheber.

## Leben
Duganow wuchs in Slobodski auf und war als Junge zunächst Turner, spielte etwas Basketball, betrieb Leichtathletik und lief im Winter Ski und Schlittschuhe.
Als Jugendlicher konzentrierte er sich auf die Leichtathletik. Im Winter sah er in der Halle die Gewichtheber trainieren und interessierte sich auch dafür. 1941 begann er ein Studium am Institut für Körperkultur in Leningrad und trainierte für die russischen Meisterschaften in der Leichtathletik. Diese Meisterschaften fanden aber niemals statt.
Stattdessen musste er in den Krieg ziehen. 1942 wurde er in einer Schlacht verwundet und kam in ein Lazarett. Dort überlebte er nur knapp. Später trainierte er im Lazarett, um den Heilungsprozess zu beschleunigen, mit kleinen Hanteln und entschied sich nach der Genesung 1945 beim Gewichtheben zu bleiben. Er gewann dann einige regionale Meisterschaften.
1950 wurde er erstmals russischer Meister im Mittelgewicht. Mit seinem Trainer Svetilko bereitete er sich speziell auf das beidarmige Reißen, seiner Paradedisziplin, vor. Es gelang ihm auch, hierin mehrere Weltrekorde aufzustellen. Die Laufbahn von Juri Duganow dauerte bis 1956, danach wurde er Trainer.

## Internationale Erfolge
(WM = Weltmeisterschaft, EM = Europameisterschaft, Mi = Mittelgewicht, Ls = Leichtschwergewicht)
- 1953, 3. Platz, WM in Stockholm, Mi, mit 382,5 kg, hinter Thomas Kono, USA, 407,5 kg und Dave Sheppard, USA, 397,5 kg;
- 1953, 1. Platz, EM in Stockholm, Mi, mit 382,5 kg.

## Nationale Erfolge
- 1950, 1. Platz, russische (RSFSR) Meisterschaft, Mi,
- 1952, Turnier in Kiew, Mi, mit 387,5 kg, vor Puschkarew, 377,5 kg und Eisenstadt, 340 kg,
- 1953, 1. Platz, UdSSR-Meisterschaft, Mi, mit 387,5 kg, vor Stepanow, 377,5 kg und Puschkarew, 372,5 kg,
- 1955, 1. Platz, UdSSR-Meisterschaft, mit 407,5 kg, vor Fjodor Bogdanowski, 402,5 kg und Mustafa Jagly-Ogly, 392,5 kg,
- 1956, 6. Platz, UdSSR-Meisterschaft, Ls, mit 392,5 kg, Sieger: Wassili Stepanow, 427,5 kg.

## Weltrekorde
im beidarmigen Reißen, Mittelgewicht:
- 127,5 kg, 1950 in Leningrad,
- 128 kg, 1950 in Moskau,
- 128,5 kg, 1950 in Tallinn,
- 129 kg, 1951 in Łódź,
- 130 kg, 1952 in Leningrad,
- 130,5 kg, 1952 in Moskau,
- 131 kg, 1953 in Tallinn,
- 132,5 kg, 1955 in Leningrad,
- 133 kg, 1955 in Podolsk.